# Ioannis Boustas
Ioannis Boustas (Atene, 10 novembre 1972) è un pilota motociclistico greco ritiratosi dall'attività agonistica.

## Carriera
Ioannis Boustas debutta nel campionato greco velocità nel 1990 a 18 anni, in classe 80 in sella ad una Yamaha. L'anno successivo passa alla categoria Superbike in sella ad una Suzuki. Le sue buone prestazioni gli permettono di ottenere un posto nel team Marlboro-Yamaha. A fine stagione si laurea campione della categoria da debuttante. Per il 1992 Boustas viene ingaggiato dal team Rothmans, team ufficiale Honda nel campionato greco superbike. Vince nuovamente il titolo e partecipa come wild card ad una gara dell'European Open Championship, disputata al circuito Paul Ricard, dove termina in quinta posizione. L'anno successivo corre sempre nel campionato greco superbike, questa volta in sella ad una Kawasaki, e termina la stagione al secondo posto in classifica.
Nel 1994 Boustas fa la sua prima apparizione mondiale, partecipando come wild card, in sella ad una Yamaha, al round di Misano, dove si qualifica in penultima posizione e si ritira in gara 1, per poi concludere gara 2 al 22º posto e ultimo tra i piloti giunti al traguardo. Contestualmente al mondiale, nel 1994 prende parte ad alcune prove della classe Superbike del Campionato Italiano Velocità. L'anno seguente partecipa a due gare del campionato spagnolo 250 Open Ducados.
Nel 1996 Boustas ritorna alle competizioni internazionali, partecipando come pilota titolare del Marlboro Team Boustas in sella ad una Ducati al campionato mondiale Superbike. Ottiene i suoi primi punti mondiali grazie al 14º posto conquistato in gara 1 a Laguna Seca, diventando anche così il primo pilota greco a fare punti nel campionato mondiale Superbike. Riesce ad ottenere punti in altre due occasioni, arrivando 15º in gara 1 a Brands Hatch e 14° in gara 2 a Sentul. Si classifica 38° in campionato con 5 punti. Dopo questa esperienza mondiale, Boustas torna a competere nel campionato nazionale greco. Terminata la propria carriera agonistica si dedica alla gestione di una scuola di giuda sportiva ad Atene.

## Risultati in carriera nel mondiale Superbike
| 1994 | Moto   |  |  |  |  |     |    |  |  |  |  |  |  |  |  |  |  |  |  |  |  |  |  |  |  |  |  | Punti | Pos. |
| ---- | ------ |  |  |  |  | --- | -- |  |  |  |  |  |  |  |  |  |  |  |  |  |  |  |  |  |  |  |  | ----- | ---- |
| 1994 | Yamaha |  |  |  |  | Rit | 22 |  |  |  |  |  |  |  |  |  |  |  |  |  |  |  |  |  |  |  |  | 0     |      |

| 1996 | Moto   |    |     |    |    |    |    |    |    |    |     |    |     |    |     |     |    |     |     |  |  |  |  |  |  |  |  | Punti | Pos. |
| ---- | ------ | -- | --- | -- | -- | -- | -- | -- | -- | -- | --- | -- | --- | -- | --- | --- | -- | --- | --- |  |  |  |  |  |  |  |  | ----- | ---- |
| 1996 | Ducati | 23 | Rit | 19 | 21 | 22 | 17 | 22 | 17 | 16 | Rit | 14 | Rit | 15 | Rit | Rit | 14 | Rit | Rit |  |  |  |  |  |  |  |  | 5     | 38º  |

| Legenda | 1º posto        | 2º posto            | 3º posto           | A punti      | Senza punti        | Grassetto – Pole position Corsivo – Giro più veloce |
| Legenda | Gara non valida | Non qual./Non part. | Ritirato/Non class | Squalificato | '-' Dato non disp. | Grassetto – Pole position Corsivo – Giro più veloce |